# Lahnsattel Straße
Die Lahnsattel Straße (B 23) ist eine Landesstraße in Niederösterreich und der Steiermark. 

## Verlauf

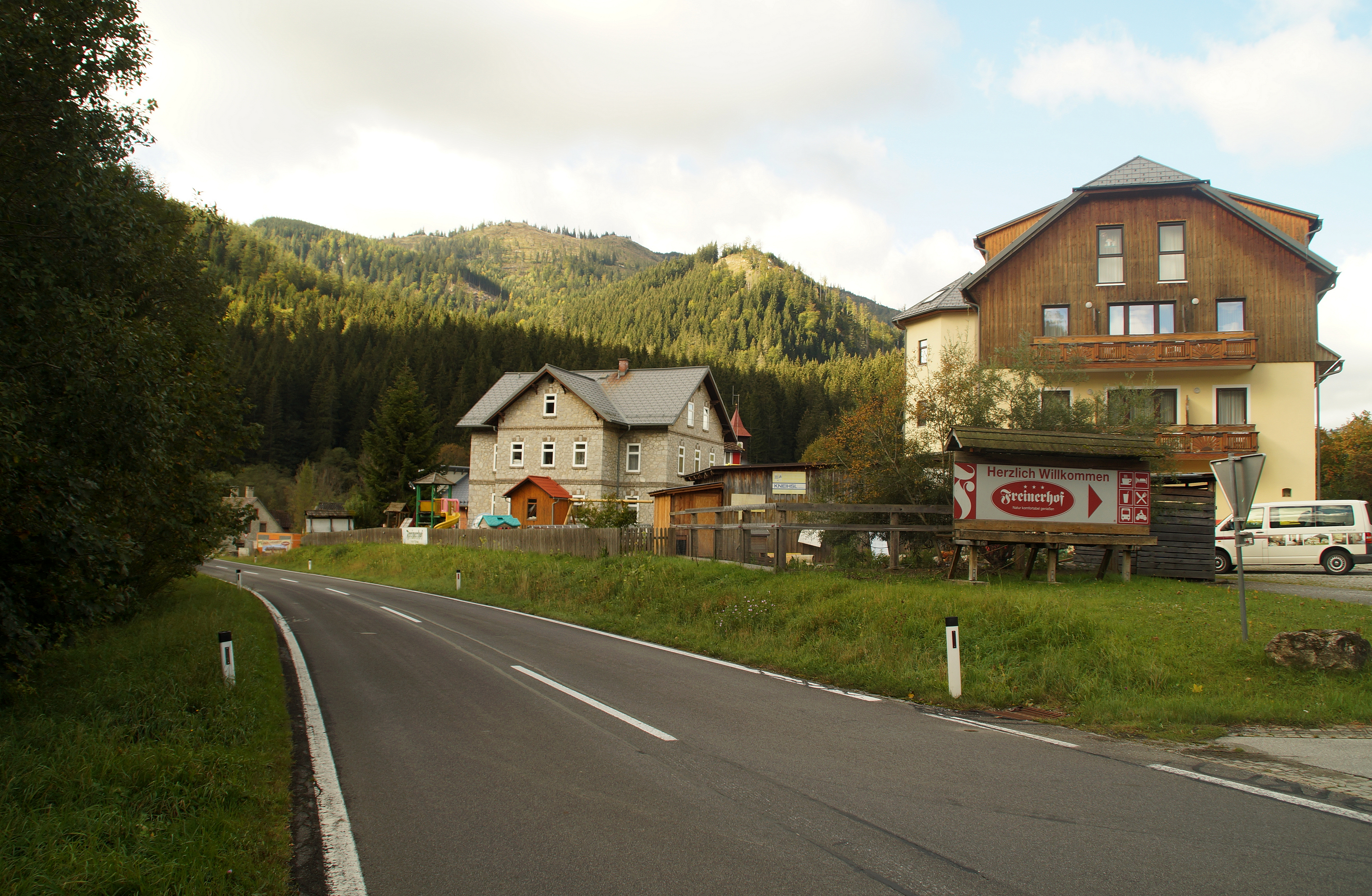
Die Lahnsattelstraße bei Frein an der Mürz, Gemeinde Neuberg an der Mürz, Steiermark

Die Straße führt auf einer Länge von etwa 41 km von Mürzzuschlag durch das Obere Mürztal über Neuberg an der Mürz, Mürzsteg und Frein an der Mürz über den Lahnsattel, der nach Terz im obersten Salzatal bei St. Aegyd am Neuwalde führt. Die Straße verläuft durch die Bezirke Bruck-Mürzzuschlag und Lilienfeld entlang der Mürz und verbindet dabei die Semmering Schnellstraße (S6) mit der Gutensteiner Straße (B21) in Terz Richtung St. Pölten und ins Mariazellerland.

## Geschichte
Durch einen Beschluss des steirischen Landtages vom 11. Juli 1901 wurde die Straße von Mürzzuschlag über Niederalpl bis Wegscheid zu einer Bezirksstraße I. Klasse aufgewertet. Seit dem 1. April 1938 wurde sie – wie alle ehemaligen Bezirksstraßen I. Ordnung in der Steiermark – als Landstraße geführt.
Der nördliche Streckenabschnitt von Terz über den Lahnsattel bis zur Landesgrenze bei Frein wurde am 17. Oktober 1940 durch Fritz Todt, Generalinspekteur für das deutsche Straßenwesen, zur Landstraße I. Ordnung erklärt.
Die Lahnsattel Straße gehörte seit dem 1. Jänner 1950 zum Netz der Bundesstraßen in Österreich, seit 2002 ist sie wieder eine Landesstraße.